# 翡翠灣
25°11′22″N 121°41′09″E / 25.189476°N 121.68575°E
翡翠灣海水浴場（Green Bay）是台灣新北市萬里區的一座濱海度假村，介於新北市金山與基隆間，原為天工實業蘇銘所開發，以翡翠灣太空玲瓏屋打響名號，集各項水上娛樂活動的精華一規劃完整的遊憩區，今由太平洋集團經營。

## 水上活動
- 海上滑水
- 衝浪
- 帆船
- 拖曳傘
- 潛水
- 滑翔翼
- 跳傘

## 大型活動
- 2009台北聽奧：沙灘排球項目
- 2017台北世大運：公開水域游泳項目[1]

## 外部連結
- 北海岸及觀音山國家風景區 （页面存档备份，存于）
- 愛琴海太平洋溫泉會館 （页面存档备份，存于）
- 翡翠灣福華渡假飯店
- 翡翠灣福華渡假飯店 臺灣旅宿網 （页面存档备份，存于）
- 愛琴海太平洋溫泉會館 臺灣旅宿網 （页面存档备份，存于）